# Katarinahissen

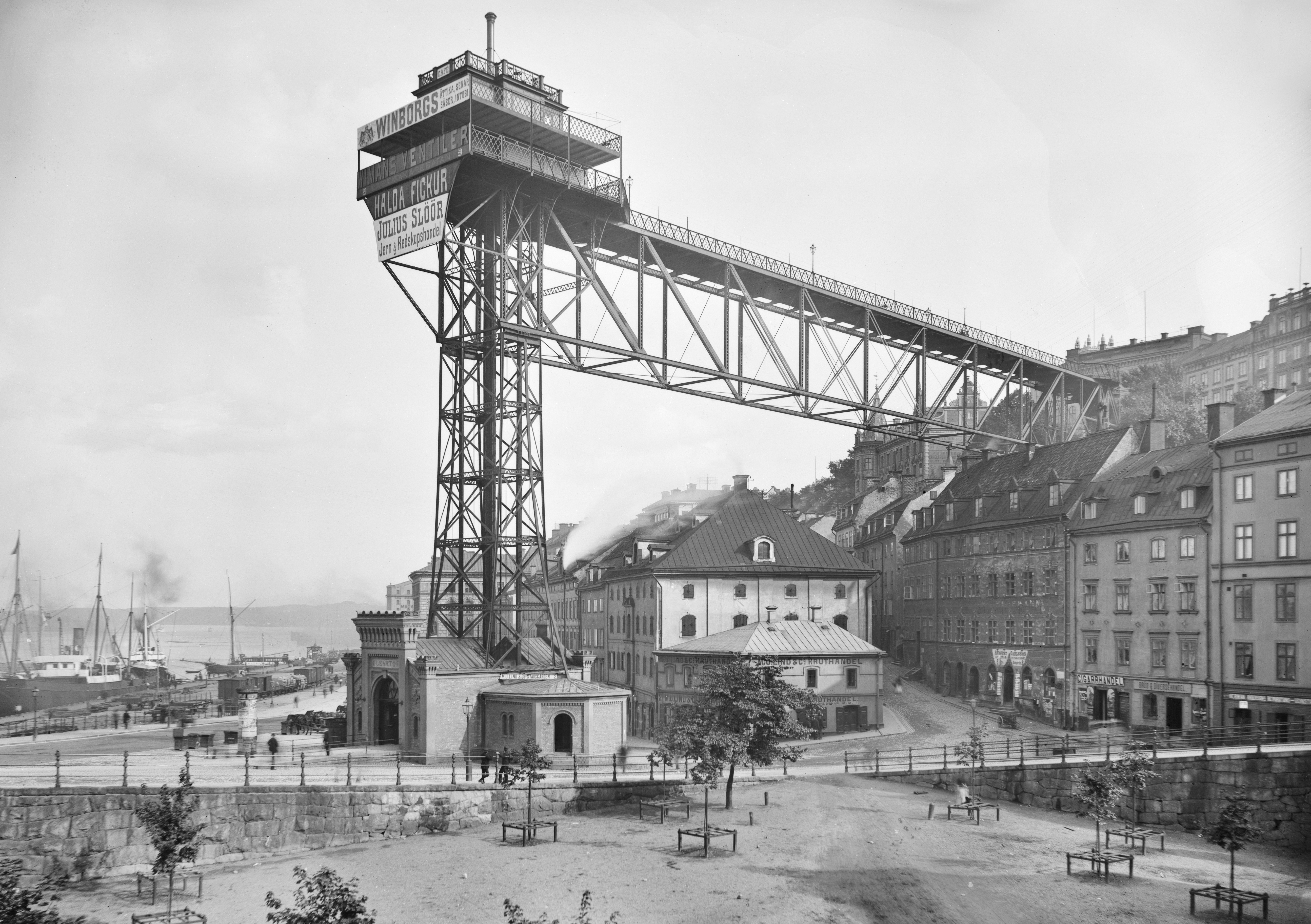
L'ascensore Katarina nel 1896

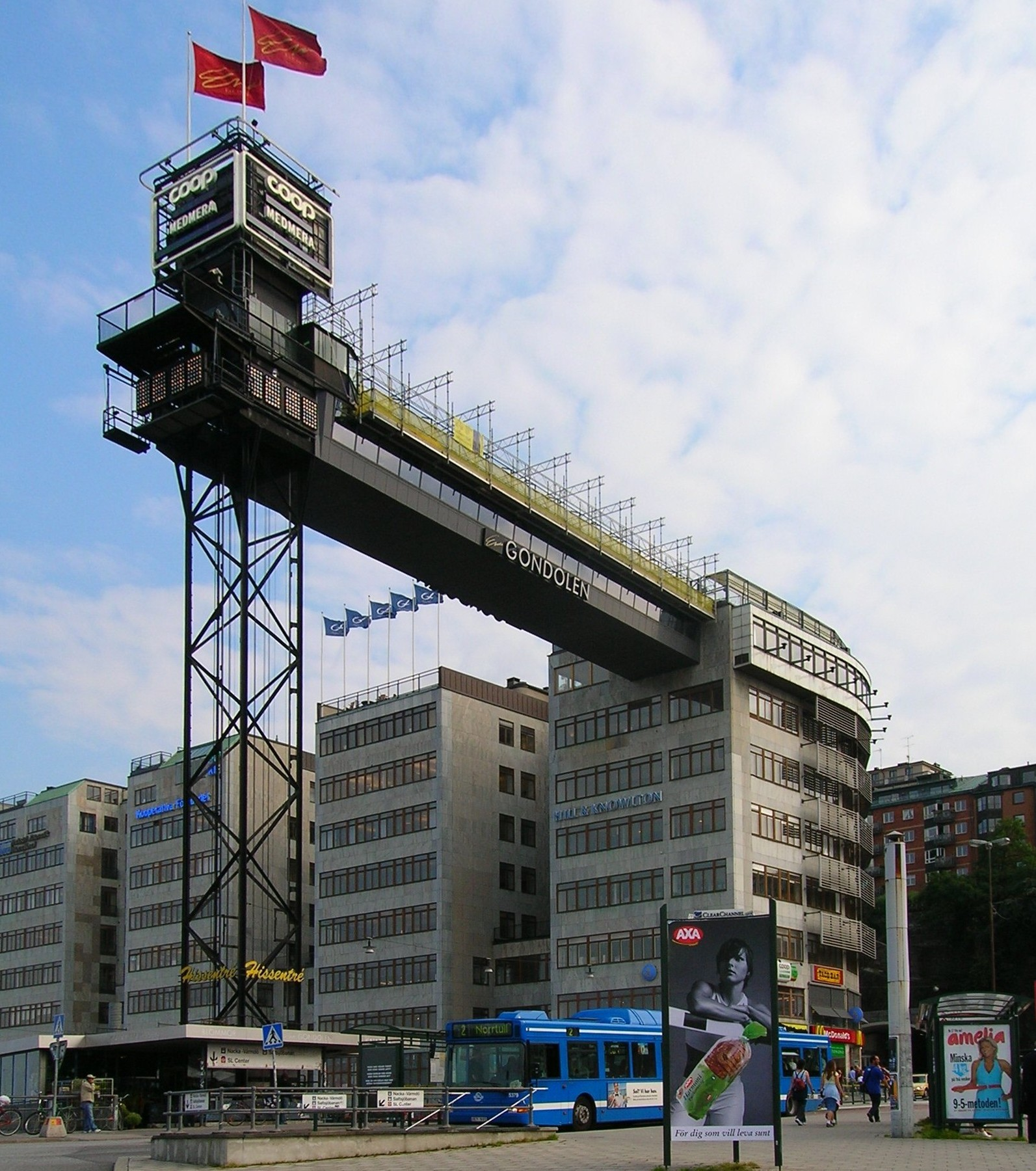
L'ascensore Katarina nel 2005

Il Katarinahissen (Ascensore Katarina in svedese) è un ascensore che si trova a Stoccolma e collega l'area di Slussen alla strada Katarinavägen presso l'isola di Södermalm.
La storia della prima versione dell'ascensore iniziò nell'anno 1881, quando l'ingegnere Knut Lindmark ricevette dal consiglio comunale il permesso di costruire un ascensore e un ponte pedonale, in maniera tale da rendere più facile per le persone spostarsi in questa parte collinare di Södermalm. All'epoca prese il nome di Elevatorn. L'inaugurazione ebbe luogo alle ore 11:00 del 19 marzo 1883 e durante il primo mese venne utilizzato da circa 1.500 persone al giorno. Originariamente l'ascensore era azionato da un motore a vapore, il quale venne sostituito nel 1915 da un motore elettrico.
In occasione della costruzione dello snodo stradale di Slussen, il 28 maggio 1933 la prima versione dell'ascensore venne messa fuori uso per cominciare ad essere demolita all'inizio di luglio dello stesso anno. Nello stesso luogo venne dunque costruita una seconda versione dell'ascensore, completato nel 1936, che entrò a far parte del complesso di edifici denominato KF-huset.
Nell'autunno del 2010 l'ascensore andò fuori servizio. Nella primavera del 2011 i proprietari e gestori dell'epoca, la compagnia assicurativa Folksam, annunciò che il Katarinahissen non sarebbe più stato utilizzato a causa dell'usura e delle pessime condizioni.
Nell'ambito del Projekt Slussen, ovvero il nome dato dalla città di Stoccolma al progetto di demolizione del vecchio Slussen e dell'edificazione di una nuova struttura, anche il Katarinahissen venne interessato da una serie di lavori. Venne così costruito un nuovo ascensore (composto da una cabina grande invece che da due piccole come era in precedenza), inaugurato il 18 ottobre 2023.